# DB Class E 40
A Baureihe E 40 é uma locomotiva padronizada elétrica (em alemão: Einheits-Elektrolokomotive) comissionada pela Deutsche Bundesbahn em 1955, designada para transporte de cargas. Desde 1968 foi renumerada, está listada atualmente como Classe 140 e Classe 139.

## Desenvolvimento
Em 1950 a Deutsche Bundesbahn introduziu dois tipos gerais de locomotivas elétricas com componentes padronizados: Uma com 12 rodeiros (na classificação UIC: Co'Co') de trens de carga em substituição às locomotivas da class E 94 e outra com 8 rodeiros (na classificação UIC: Bo'Bo') para propósitos gerais em substituição às locomotivas da class E 44. Um novo recurso era que o condutor ficava sentado, ao contrário de antes em que tinham que ficar em pé.
Durante o período de construção a velocidade do requerimento foi aumentada para uma locomotiva de propósito geral (trabalhada com o título de E 46, depois mudada para class E 10) ao ponto em que o layout foi o de uma locomotiva para trem expresso. Este dois tipos não supriram tudo o que a companhia necessitava, então o programa de padronização teve que ser alterado para quatro modelos diferentes: Locomotiva leve para transporte de passageiros (class E 41), locomotiva de trem expresso (class E 10), locomotiva de transporte de cargas (class E 40) e locomotiva de transporte de carga pesada (class E 50). Todas estas classes foram desenvolvidas para compartilhar muitos componentes quantos fossem possíveis.